# Ernst August Hagen

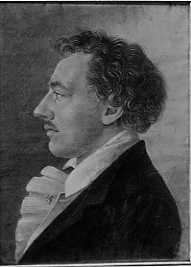
Ernst August Hagen. Etsning av hans syster Florentine Hagen, gift Neumann

Ernst August Hagen, född den 12 april 1797 i Königsberg (nu Kaliningrad), död där den 15 februari 1880, var en tysk författare. 
Hagen, som var professor i konst- och litteraturhistoria i Königsberg, författade den romantiska dikten Olfried und Lisena (1820), en diktsamling (1822), Nürnbergnovellerna Norica (1827; 6:e upplagan 1887) samt vetenskapliga arbeten om teatern i Preussen (1854), den tyska konsten (1857) och skalden Schenkendorf (1863). En minnesskrift över Hagen utkom 1897.